# Cacostatia buckwaldi
Cacostatia buckwaldi är en fjärilsart som beskrevs av Rothschild 1912. Cacostatia buckwaldi ingår i släktet Cacostatia och familjen björnspinnare. Inga underarter finns listade i Catalogue of Life.